# Heinrich von Milly

Familienwappen des Adelsgeschlechts Milly

Heinrich von Milly, genannt der Büffel (lat. Henricus Bubalus, frz. Henri le Bufle; † nach 1164) war Herr von Arabia Petra als Untervasall der Herrschaft Oultrejordain im Königreich Jerusalem.
Heinrich war der jüngste Sohn von Guido von Milly (Guy de Milly), einem Ritter aus der Picardie, der am Ersten Kreuzzug teilgenommen hatte und im Heiligen Land zum Herrn von Nablus aufgestiegen war. Heinrichs Mutter war dessen zweite Ehefrau Stephanie von Flandern, die geschiedene Witwe von Balduin II., Herr von Ramla. Heinrich war im Heiligen Land geboren, ebenso wie sein älterer Bruder Philipp. Darüber hinaus hatte er noch mindestens einen älteren, in Frankreich geborenen Halbbruder Guido aus der ersten Ehe seines Vaters. Philipp erbte die väterliche Herrschaft Nablus, die er später gegen die Herrschaft Oultrejordain tauschte, bevor er Großmeister des Templerordens wurde.
Er heiratete Agnes Garnier, Tochter des Eustach II. Garnier, Graf von Sidon.
Mit seiner Frau Agnes hatte er vier Töchter:
- Helvis ⚭ Adam III. († vor 1180), Herr von Bethsan
- Stephanie († um 1197), ⚭ I) Wilhelm Dorel († 1174), Herr von Batrun, ⚭ II) Hugo III. Embriaco († 1196), Herr von Gibelet
- Agnes ⚭ Joscelin III. von Courtenay
- Sibylle ⚭ Eustach le Petit

Die letzte datierte urkundliche Erwähnung Heinrichs stammt vom 16. Juli 1164. Heinrich scheint auch Kastellan von Castellum Regis in Miʿilya und Monfort gewesen zu sein, jedenfalls verzeichnen die Lignages d’Outre-Mer, dass er diese Burgen bei seinem Tod an seine Tochter Agnes vererbte. Seine Herrschaft Arabia Petra wurde 1188/89 von den Ayyubiden zerschlagen.